# Behörde für Inneres und Sport

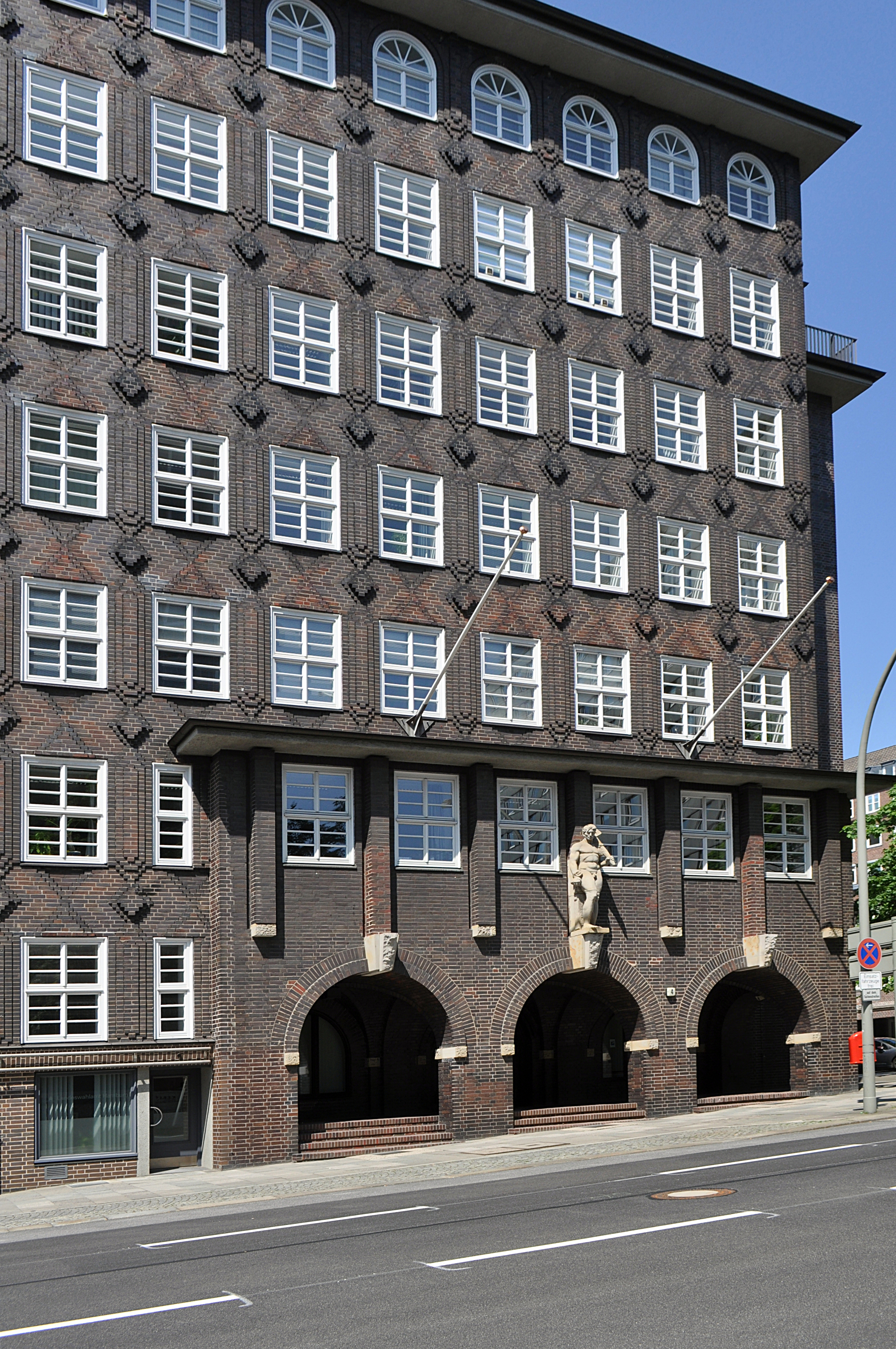
Eingang zur Innenbehörde im Ostflügel des historischen Sprinkenhofs

Die Behörde für Inneres und Sport (BIS; kurz Innenbehörde) ist eine von elf Fachbehörden des Senats der Freien und Hansestadt Hamburg und zuständig für die Innen- und Sportpolitik in der Hansestadt.
Amtierender Innensenator und Präses der Behörde ist seit dem 20. Januar 2016 Andy Grote (SPD). Er wird von zwei Staatsräten unterstützt: Thomas Schuster für den Bereich Inneres und Christoph Holstein für den Sport.
Die Behörde für Inneres und Sport hat ihren Sitz im Kontorhausviertel am Johanniswall 4.

## Geschichte
Die heutige Innenbehörde entstand 1962 aus der Zusammenlegung der vormaligen Polizeibehörde mit dem Landesamt für Verfassungsschutz, dem Statistischen Landesamt, dem Amt für Bezirksverwaltung sowie weiteren Abteilungen aus anderen Behörden.
Die Geschichte der Polizeibehörde wiederum reicht zurück bis ins Jahr 1814, als nach dem Ende der französischen Besatzung erstmals alle polizeilichen Kompetenzen in einer einheitlichen Behörde gebündelt wurden. Geleitet wurde diese von zwei Senatoren als Polizeiherren, die von der sonst üblichen jährlichen Rotation in den Senatsämtern ausgenommen waren. Ab 1875 wurden sie von einem beamteten „Polizeirath“ (später Polizeidirektor, ab 1912: Polizeipräsident) unterstützt.
Nach der Hamburger Verfassung von 1860 und der darin verfügten Trennung von Polizei und Justiz musste die Behörde einige Kompetenzen in der Strafverfolgung und im zivilrechtlichen Bereich abgeben. Aber auch danach war ihr Zuständigkeitsbereich weit gefasst und umfasste bis in die Zeit der Weimarer Republik neben der allgemeinen Ordnungs- und Schutzpolizei zahlreiche Verwaltungsgebiete wie z. B. Bau- und Gewerbepolizei, Wohlfahrts- bzw. Gesundheitspolizei, Fremden- und Gesindepolizei, Hafenpolizei.
In der Zeit des Nationalsozialismus wurde die Hamburger Polizei durch das Gesetz über den Neuaufbau des Reichs 1934 „verreichlicht“ und dem Reichsführer SS und Chef der Deutschen Polizei unterstellt.
Nach 1945 wurde die Polizei unter Aufsicht der britischen Militärregierung reorganisiert. Zahlreiche „Verwaltungspolizeien“ der Vorkriegszeit wurden abgeschafft und die Zuständigkeit der Behörde auf den heute üblichen Kernbereich von Sicherheit, Ordnung und Verbrechensbekämpfung beschränkt.

## Organisation

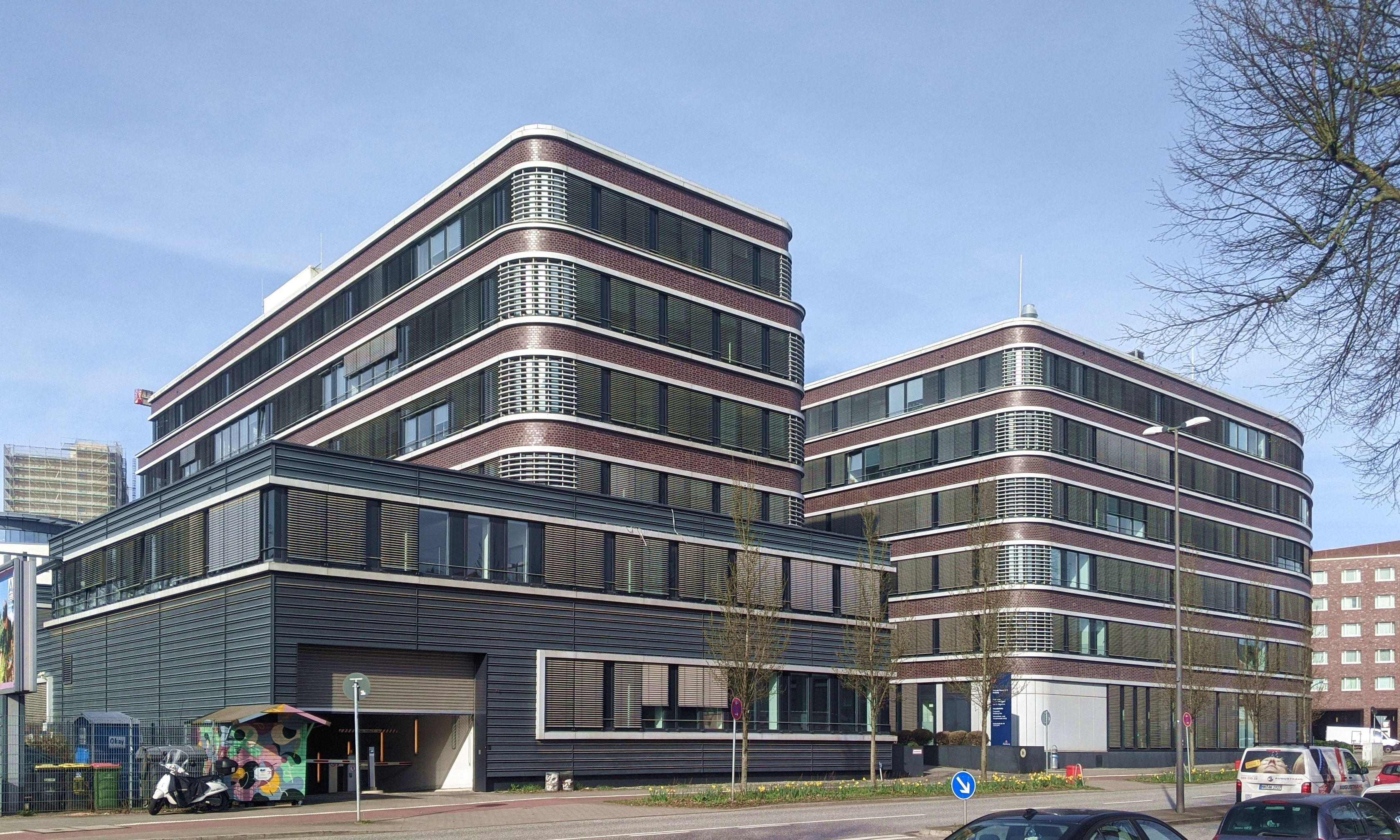
Amt für Migration in der ehemaligen Imtech-Zentrale in Wandsbek

Die Behörde für Inneres und Sport gliedert sich in fünf Ämter:
- Amt für Innere Verwaltung und Planung (einschließlich Landessportamt)
- Polizei Hamburg
- Feuerwehr Hamburg
- Amt für Migration (Zentrale Ausländerbehörde)
- Landesamt für Verfassungsschutz

Der Behörde nachgeordnet sind außerdem:
- Zentralstelle Digitalfunk Hamburg[6]